# Prana

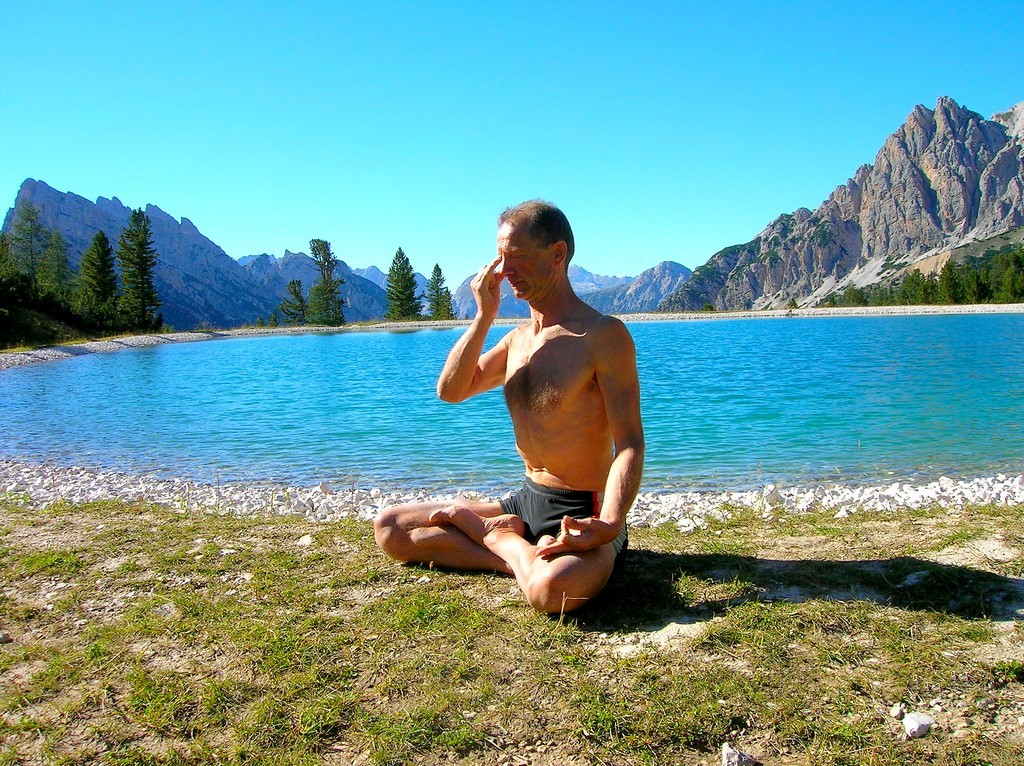
Instructor de Kundalini yoga care practică Prānāyāma

Prana (प्राण, IAST prāṇa) înseamnă în limba sanscrită "respirație" (din rădăcina IAST prā - a umple, și termenul latin plenus - plin).
Este unul din cele cinci simțuri, alături de vāc "vorbire", caksus "văz", shrotra "auz" și manas "gândire" (nas, gură, ochi, urechi și minte). 
Prana este menționată prima dată în Upanișade, ca aparținând domeniului lumesc, fizic, susținând corpul și gândul (mintea). În Ayurveda, lumina soarelui reprezintă o sursă de prana.
În filosofia vedică, prana reprezintă forța vitală a ființelor vii (ceea ce chinezii numesc  Qi).

## Nadi
În Ayurveda și Yoga, prana este conceptul esențial, și se consideră că circulă printr-o rețea de canale subtile numite nadi ("învelișuri").
Cele trei canale principale de prana sunt: Ida, Pingala și Sushumna. Ida este asociată cu partea stângă a corpului, având terminația în dreptul nării stângi,iar pingala este asociată cu partea dreaptă a corpului, având terminația în dreptul nării drepte. În unele practici, respirația alternând cele două nări echilibrează fluxul pranei în corp. Tradiția yoga denumește perioadele de activitate intensă a pranei Pranotthana.

## Cele cinci sufluri vitale
În Ayurveda, prana este clasificată în subcategorii. Potrivit filosofiei hindu, acestea reprezintă principii vitale ale energiei și facultăți subtile ale individului, ce susțin procesele fiziologice. Există cinci sufluri vitale în sistemul hindu:
- prāna  – responsabil pentru bătăile inimii și respirație. Prana intră în corp prin respirație și este trimisă în tot corpul prin sistemul circulator.
- apāna  - responsabil pentru eliminarea toxinelor din organism, prin plămâni și sistemele excretoare.
- udāna – responsabil pentru producerea de sunete prin intermediul corzilor vocale (în vorbire, cântat, râs si plâns).
- samāna  - responsabil pentru digestie și metabolismul celular. Include de asemenea și reglarea temperaturii corpului. Aura reprezintă proiecția acestui suflu vital
- vyāna – responsabil pentru contracția și destinderea proceselor corpului (de ex. sistemul muscular).